# Jembropsis
Jembropsis is een geslacht van halfvleugeligen uit de familie Aphrophoridae. De wetenschappelijke naam van dit geslacht is voor het eerst geldig gepubliceerd in 1940 door Matsumura.

## Soorten
Het geslacht Jembropsis omvat de volgende soorten:
- Jembropsis kanmonis Matsumura, 1940
- Jembropsis nigriceps Matsumura, 1940
- Jembropsis nitobei Matsumura, 1940
- Jembropsis rokurinzana Matsumura, 1940